# Charles Decroix
Pour les articles homonymes, voir Decroix.
Charles Decroix (état-civil inconnu) est un réalisateur, un producteur et un scénariste français du début du XXe siècle, actif des années 1900 aux années 1920.
Propulsé par sa collaboration avec Max Linder, sa carrière connaît son apogée en Allemagne avant la Première Guerre mondiale, avant de tomber dans l'oubli.

## Biographie

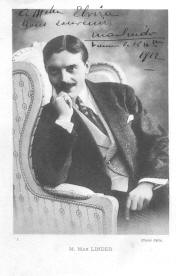
Le comédien Max Linder, l'une des stars françaises mise en scène par Charles Decroix

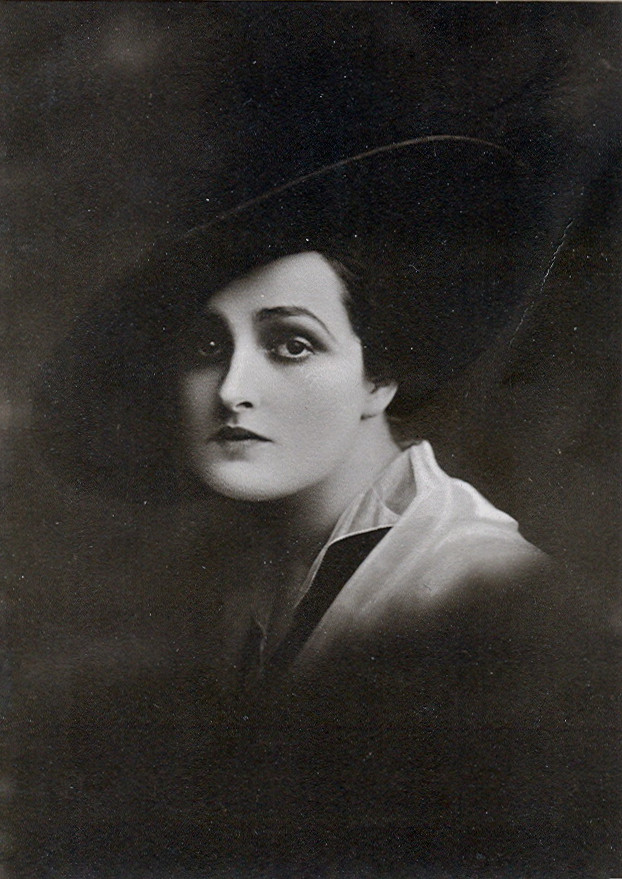
Fern Andra, l'une des stars allemandes mise en scène par Charles Decroix

Charles Decroix est le fils d'un cordonnier alsacien, mort en 1899.
Sa carrière commence comme scénariste pour Louis Feuillade au Gaumont en 1908. Il se met à la réalisation la même année, et tourne Pédicure par amour avec Max Linder.
Dès l'année suivante, il travaille pour Pathé Frères et ses filiales Film d'art et Film d'Arte Italiana et pour la SCAGL (Société cinématographique des auteurs et gens de lettres) et réalise plusieurs films: La victime, Une conquête, et l'adaptation remarquée d'une nouvelle de Balzac, Les Paysans. Il se donne du « directeur artistique » dans une publicité publiée plus tard dans Ciné-Journal.
Au printemps 1910, Charles Decroix part à Berlin. Sa carrière allemande commence, et il devient rapidement l'un des réalisateurs germanophones les plus réputés, même s'il refait en allemand nombre des films qu'il a déjà tourné en France. En 1911, il travaille pour l'entreprise américaine German Biograph (connue aussi sous le nom de Pharos-Film, de Deutsche Mutoscop, ou de Biograph Gesellschaft).
En 1912, il part en Italie et travaille brièvement pour Milano Films.
En 1913, il revient à Berlin et fonde sa propre société de production, Les Films Charles Decroix. Il tourne avec Bernd Aldor et Fern Andra, deux stars du muet allemand, et produit pour la société Monopol-Film Co et pour la Dekagé (Deutsche Kinematograph Gesellschaft). Il lui arrive de tourner en France pour faire oublier l'origine germanique des producteurs: ainsi en est-il de À chacun sa destinée, avec Suzanne Grandais.
En 1914, Charles Decroix est engagé par la Continental-Kunstfilm mais le début de la Première guerre mondiale l'oblige à quitter l'Allemagne, alors qu'il tourne Mondfischerin avec Fern Andra (film qui reste inachevé). Il trouve refuge en Suisse, à Frutigen, où il est placé en résidence surveillée jusqu'à la fin du conflit. Malgré les difficultés matérielles et politiques, il continue à tourner, films et documentaires.
En 1918, l'armistice signée, Charles Decroix s'installe en Alsace et tente de reprendre le fil de sa carrière. En 1919, il fonde « Le film alsacien » avec Charles Hahn et d'autres. Un fort sentiment anti-allemand met fin à ses espoirs de retour et aucun projet de film ne sera mené à leur terme,.
Charles Decroix repart alors à Berlin, où il co-réalise avec Heinrich Bolten-Baeckers les deux derniers films de sa carrière qui mettent à l'écran le couple de comédiens alors réputé Leo Peukert et Sabine Impekoven. 
On perd ensuite sa trace jusqu'au début de l'année 1927, date à laquelle il fait dans un studio parisien une démonstration faisant se côtoyer sur un même plan des scènes d'intérieurs jouées au théâtre et des séquences filmées en extérieur où les acteurs donnent l'illusion de passer indifféremment de l'une à l'autre,. La démonstration ne convainc malheureusement pas pour lui les directeurs de théâtres et de music-halls invités pour l'occasion et Charles Decroix, après avoir abandonné définitivement son projet, retombe une nouvelle fois dans l'anonymat.
Un dernier témoignage paru en mai 1936 dans Paris-Soir rapporte qu' “aujourd'hui, à 60 ans, il est manœuvre d'usine et en chômage”.

## Filmographie

### Acteur

#### Courts-métrages
- 1917 : Les Sept péchés capitaux - La colère

### Réalisateur

#### Cinéma
- 1913 : Die Freuden der Reserveübung
- 1914 : The Star / L'Étoile[17]
- 1914 : Un pays innocent
- 1921 : Monsieur Papa
- 1922 : Le Landrat / Der Herr Landrat[18]

#### Courts-métrages
- 1908 : La Maîtresse de piano
- 1908 : Pédicure par amour[2]
- 1909 : Dans l'Hellade[19]
- 1909 : La Victime[20]
- 1909 : Les Paysans[21]
- 1909 : Une conquête[22]
- 1910 : Affaire d'honneur[23]
- 1910 : Aimez-vous les uns les autres
- 1910 : Der Leuchtturmwächter
- 1910 : Die Spinne
- 1910 : Die Tipp-Mamsell
- 1910 : Graf Gallas
- 1910 : Haine implacable[24]
- 1910 : L'Œil-de-perdrix
- 1910 : La Raison du cœur
- 1910 : Le Quatrième commandement - Honore ton père et ta mère
- 1910 : Pro Patria
- 1910 : Weihnachtstränen
- 1911 : De bons pantalons
- 1911 : Die neue Gouvernante
- 1911 : Le Cœur d'une femme[25]
- 1911 : Le Mutilé[26]
- 1912 : Mona Lisa
- 1913 : Au-delà de l'honneur
- 1913 : Brutal[27]
- 1913 : Ave Maria, drame en 3 actes[27]
- 1913 : L'Affaire Dumaine, drame en 3 parties[27]
- 1913 : L'Éducatrice
- 1913 : Le Nouveau Sous-préfet[27] / Der neue Unterpräfekt[28]
- 1913 : Monsieur Pitt et son flirt[27]
- 1913 : Monsieur Pyp bleibt Junggeselle
- 1913 : Monsieur Pyp als Champignonzüchter[29]
- 1913 : Une bonne séparation
- 1913 : Wenn die Liebe sich einmengt, comédie en 3 actes
- 1914 : Aux bains de vapeur
- 1914 : Der Fleck / Pletten
- 1914 : Die kleine Heiratsvermittlerin
- 1914 : Im Liebestraumel
- 1914 : La Barcarolle
- 1914 : Mondfischerin / Pêcheuse de lune[17]
- 1914 : Vae victis !, drame en 3 parties[30]
- 1914 : Zimmer 22
- 1915 : Ein Frauenherz
- 1917 : Enfin seul
- 1917 : Frühlingsmanöver / Manœuvres de printemps[31]
- 1917 : La Frontière est occupée
- 1917 : Les Sept péchés capitaux - La colère
- 1917 : Sauveur dans la détresse

### Producteur

#### Courts-métrages
- 1913 : Das Ave Maria

### Scénariste

#### Cinéma
- 1921 : Monsieur Papa
- 1922 : Le Landrat / Der Herr Landrat

#### Courts-métrages
- 1909 : La Victime
- 1909 : Une conquête
- 1910 : Aimez-vous les uns les autres
- 1910 : L'Œil-de-perdrix
- 1910 : Werther
- 1913 : L'Éducatrice
- 1914 : Aux bains de vapeur